# فرانسیس سرل
فرانسیس سرل (انگلیسی: Francis Searle; ۱۴ مارس ۱۹۰۹ – ۳۱ ژوئیهٔ ۲۰۰۲) کارگردان فیلم اهل انگلستان بود.
وی کارگران فیلم‌هایی همچون یک دختر در یک میلیون و رگبار بوده است.

## فیلم‌شناسی
- فرانسیس سرل در بانک اطلاعات اینترنتی فیلم‌ها (IMDb)